# Liškat ha-kešer
Liškat ha-kešer (hebrejsky לשכת הקשר ליהודי ברית המועצות‎, Liškat ha-kešer li-jhudej Brit ha-mo'acot, Úřad pro spojení se sovětskými Židy), krycí název Nativ (נתיב‎ - cesta ), je izraelská organizace, která během tzv. studené války vybízela Židy z východního bloku k aliji (imigraci do Izraele) a udržovala s Židy v zemích tohoto bloku kontakt.

## Historie
Nativ byl založen jako součást úřady vlády premiérem Moše Šaretem v letech 1952-1953. Jeho úkolem bylo v utajení podporovat židovské vzdělávání a pomáhat s imigrací do Izraele. Nativ nebyl první židovskou organizací, která se touto činností zabývala. V letech 1939-1948 organizace Mosad le-alija Bet přivážela Židy, přes britský zákaz, do Palestiny. Činnost Mosad le-alija Bet byla ukončena založením Izraele. Nativ byl určen k pokračování této mise především v Sovětském svazu a ostatních socialistických zemích. Ačkoliv jeho členové pracovali v utajení, oficiální politikou bylo vyhýbat se konfliktům se sovětskými zákony. Díky tomu nebyl Nativ považován za špionážní organizaci. Bývalý izraelský velvyslanec v Moskvě dokonce tvrdí, že ačkoliv KGB všechny operace Nativ na svém území sledovala, nikdy se nesnažila je překazit.
Nativ obvykle operoval z izraelských velvyslanectví v daných zemích. Tato praxe byla ale ukončena po šestidenní válce, po které Sovětský svaz společně s ostatními socialistickými zeměmi přerušil s Izraelem diplomatické styky. Proto Nativ soustředil své úsilí na vlády západních zemí, snaže se je donutit, aby zvýšily svůj tlak na SSSR s cílem přimět ho ke zrušení omezení pro vystěhovalectví. Jako motto této kampaně bylo používáno rčení: „Nechte naše lidi jít.“ Zatímco operace Nativ v SSSR byly v té době přerušeny, na mezinárodním poli si světová veřejnost více všímala sovětského omezování vystěhovalectví. To dalo novou naději i refusenikům v SSSR. Nativ se snažil materiálně podporovat je i jejich organizace.
V roce 1970 mezinárodní tlak přiměl Sovětský svaz k uvolnění emigračních omezení a počet sovětských židů odcházejících do Izraele se dramaticky zvýšil. Po rozpuštění SSSR pominula nutnost provádět operace tajně a Nativ dnes otevřeně provozuje židovské kluby a vzdělávání v Rusku.
V důsledku změn došlo k zeštíhlení Nativu a omezení rozpočtu. V roce 2006 měl Nativ 60 zaměstnanců a jeho rozpočet činil 11,6 milionů dolarů. V únoru 2007 navrhl Avigdor Liberman, aby Nativ zahájil další své operace mezi ruskými židy v USA, Kanadě a Německu.
Od roku 2005 jsou jedinými požadavky na ředitele Nativ mluvit rusky a mít zkušenosti se zvládáním byrokracie. Organizace je řízena z Tel Avivu. Ředitel Nativ podléhá přímo ministerskému předsedovi. Všichni představitelé Nativ v zahraničí se zodpovídají řediteli a nikoliv místním izraelským diplomatům. O svých aktivitách ale mají místní velvyslance informovat, aby se předešlo vytváření napětí, jak k tomu docházelo v minulosti.
Ředitele Nativ jmenuje přímo ministerský předseda.

## Ředitelé Nativu
- Ša'ul Avigur (1953–1970)
- Nechemjah Levanon (1970–1980)
- Jehuda Lapidot (1980–1986)
- David Bar-Tov (1986–1992)
- Ja'akov Kedmi (1992–1999)
- Cvi Magen (1999–2006)
- Na'omi Ben Ami (2006–2015)
- Neta Briskin-Peleg (2017–)